# Понд Крик (Оклахома)
Понд Крик (енгл. Pond Creek) град је у америчкој савезној држави Оклахома.

## Демографија
По попису из 2010. године број становника је 856, што је 40 (-4,5%) становника мање него 2000. године.
| Група             | 2000.       | 2010.       |
| Белци             | 833 (93,0%) | 750 (87,6%) |
| Афроамериканци    | 0 (0,0%)    | 24 (2,8%)   |
| Азијати           | 2 (0,2%)    | 4 (0,5%)    |
| Хиспаноамериканци | 9 (1,0%)    | 35 (4,1%)   |
| Укупно            | 896         | 856         |